# Český symfonický orchestr
Český symfonický orchestr (zkratka: ČSO) je klasický orchestr se sídlem v Praze.
Soubor působí od roku 1994 a zaměřuje se na mezinárodní nahrávky a koncertní projekty. Orchestr se skládá z hudebníků, kteří mají dlouholeté zkušenosti s koncertní činností i s nahráváním. Orchestr spolupracoval s dirigenty, jako je například Erwin Gutawa. V Německu koncertuje pod vedením France Badera. Firma má oficiální sídlo v Chotětově.